# روبرت بورتا
روبرت بورتا (Roberto Porta) (مواليد 7 يونيو 1913) هو لاعب كرة قدم. يلعب مع منتخب الأوروغواي لكرة القدم. سبق له أن لعب في كأس العالم لكرة القدم مع منتخب بلاده.

## وصلات خارجية
- روبرت بورتا على موقع قاعدة بيانات كرة القدم.إي يو (الإنجليزية)
- روبرت بورتا على موقع بيانات كرة القدم. دي إي (الألمانية)
- روبرت بورتا على موقع ناشيونال فوتبول تيمز (الإنجليزية)
- روبرت بورتا على موقع عالم كرة القدم.نت (الإنجليزية)